# Jørgen Jensen (atlet)
 Der er flere personer med dette navn, se Jørgen Jensen.
Jørgen Pilegaard Jensen (10. april 1944 i Krønge- 2. oktober 2009 i Århus) var en dansk rekordholder i maratonløb. 
Jensen startede karrieren i Olympia Maribo men 1966 flyttede han til Århus og skiftede til AGF. Han vandt han ni danske mesterskaber på 5000 meter og 10.000 meter på bane, og på 20 km og 30 km samt maraton på landevej. På maratondistancen satte han to gange dansk rekord, senest 3. maj 1975 da han vandt Amsterdam Marathon i tiden 2.16.51.
Jensen deltog ved OL i 1972 i München, hvor han blev nummer 30 i tiden 2.24.00, og i OL i Montreal i 1976 hvor han blev nummer 28 i tiden 2.20.44. Han deltog to gange på maratondistancen ved EM, hvor han i 1974 sluttede på 13. plads.
Civilt arbejdede Jensen som ingeniør og tømrermester. Han døde af bugspytkirtelkræft 2009 efter at have gennemgået en meget omfattende kræftoperation på en klinik i Kiel.

## Internationale mesterskaber
- 1976 OL Maraton nummer 28 2.20.44
- 1974 EM Maraton nummer 13 2.24.00
- 1972 OL Maraton nummer 30 2.26.55
- 1971 EM Maraton nummer 26 2.24.34

## Danske mesterskaber
- Guld 1976 Maraton 2.24.45
- Guld 1976 Lang cross hold
- Guld 1975 Maraton 2.23.58
- Guld 1974 20 km landevej
- Guld 1974 Maraton 2.20.38
- Guld 1973 Maraton 2.27.17
- Guld 1973 10.000 meter 30.21.2
- Sølv 1972 10.000 meter 30.07.0
- Guld 1972 20 km landevej
- Guld 1972 Danmarksturneringen
- Guld 1971 Danmarksturneringen
- Guld 1971 Lang cross hold
- Guld 1969 Lang cross hold
- Guld 1969 Danmarksturneringen
- Guld 1968 Lang cross hold
- Guld 1967 Kort cross hold
- Guld 1967 Lang cross hold
- Guld 1967 4 x 1500 meter
- Guld 1967 Danmarksturneringen
- Guld 1966 5000 meter 14.44.4
- Guld 1966 Kort cross hold
- Guld 1966 Lang cross hold
- Guld 1966 4 x 1500 meter
- Bronze 1965 10.000 meter 30.53.8
- Bronze 1965 5000 meter 14.37.4
- Bronze 1964 1500 meter 3.56.6

### Danske ungdomsmesterskaber
- Guld 1964 JDM -20 år 1500 meter 4.01.6
- Guld 1964 JDM -20 år 3000 meter 8.45.6
- Guld 1962 DMU 17-18 3000 meter 8.55.2